# Coelioxys albifrons
Coelioxys albifrons är en biart som beskrevs av Heinrich Friese 1917. Coelioxys albifrons ingår i släktet kägelbin, och familjen buksamlarbin. Inga underarter finns listade i Catalogue of Life.